# Bipedídeos
Bipedídeos (Bipedidae) é uma família de répteis da subordem Amphisbaena. São as únicas anfisbenas que possuem dois membros anteriores.